# 海特蘭龍屬
海特蘭龍屬（學名：Khetranisaurus）是蜥腳下目泰坦巨龍類恐龍的一屬，化石發現於巴基斯坦俾路支省，地質年代屬於白堊紀晚期。
模式種是巴爾坎海特蘭龍（K. barkhani） ，是在2006年由M. Sadiq Malkani敘述、命名。屬名意為「海特蘭蜥蜴」，以巴基斯坦的海特蘭（Khetran）部族為名。正模標本是一節尾椎，發現於Pab組的Vitakri段，地質年代屬於白堊紀晚期的馬斯垂克階。

## 外部連結
- Rana, A.N. . DAWN. 2006-03-25  [2007-07-29]. （原始内容存档于2007-06-21）.